# John Babington Macaulay Baxter
Pour les articles homonymes, voir Baxter.
John Babington Macaulay Baxter (1868-1946) est un avocat et un homme politique néo-brunswickois.

## Biographie
Baxter est né le 16 février 1868 à Saint-Jean, au Nouveau-Brunswick. Membre du Parti conservateur, Baxter est procureur-général de la province de 1915 à 1917. Il se lance en politique fédérale et est élu député de la circonscription de Saint-Jean-Albert le 6 décembre 1921. Entretemps, Il est nommé ministre des Douanes sous le gouvernement Meighen le 21 septembre de la même année. Il prend ensuite la direction du Parti conservateur provincial et le mène à la victoire en 1925. Baxter est un dirigeant du mouvement Maritime Rights (Droits maritimes) qui exprime le mécontentement des provinces maritimes face à leur perte d'influence lors de la confédération canadienne.
Il quitte la politique en 1931 et est nommé juge en chef de la Cour suprême du Nouveau-Brunswick en 1935, poste qu'il occupe jusqu'à sa mort, le 27 décembre 1946.
Son fils, John B. M. Baxter Jr. sert ensuite dans le cabinet de Richard Hatfield. Il est l'arrière-grand-père de Luke Macaulay Baxter, le fils de Kirk Macaulay Baxter.
Il est mort à Saint John Ouest in 1946 à l'âge de 78 ans.